# Apamea soldana
Apamea soldana är en fjärilsart som beskrevs av Theophil Noack 1925. Apamea soldana ingår i släktet Apamea och familjen nattflyn. Inga underarter finns listade i Catalogue of Life.